# ¡Oh diosas!
¡Oh diosas! (estilizado también como oh! diosas) fue un programa femenino peruano transmitido por Antena Informativa (posteriormente Plus TV, ahora Movistar Plus) en horario de 10:00 y 14:00 horas.

## Historia
El programa fue el 1 de septiembre de 2003 conducido por Almendra Gomelsky y Mercedes Cardoso.
En sus primeras temporadas fue conducido por la presentadora Almendra Gomelsky, acompañada espontáneamente de Fiorella de Ferrari y Astrid Fiedler, además del chef Javier Ampuero. Posteriormente, Gomelsky cedió su puesto a Antonia del Solar en el año 2011. En el año 2012, a Antonia del Solar se le suman Ana María Picasso, Micaela Llosa y Alina Ferrand.
El repaso de la cartelera cinematográfica, prácticos consejos de cocina, comentarios sobre los libros que más apasionan al público o las últimas novedades en el mundo de la moda, son algunos de los temas que el programa suele tratar junto a sus invitados. También se realizó entrevistas con personalidades conocidas de la Argentina.
El programa cuenta con notas de Antonia del Solar en "La Mirada de Antonia" y el segmento de modas "Trapos y Perchas" a cargo de Micaela Llosa.
En 2016 oh! diosas, tras 13 años, deja de emitirse.

## Presentadoras
- Almendra Gomelsky (2003-2011)
- Mercedes Cardoso (2003-2005)
- Astrid Fiedler (2007-2011)
- Antonia del Solar (2011-2016)
- Ana María Picasso (2012-2016)

## Premios y nominaciones
| Año  | Premio                                      | Categoría               | Resultado   | Ref.          |
| ---- | ------------------------------------------- | ----------------------- | ----------- | ------------- |
| 2005 | Los mejores del año por Gente Internacional | Mejor Programa Femenino | Incluido    | [ 10 ]        |
| 2005 | Premios Luces de El Comercio                | Mejor magazine familiar | Desconocido | [ 11 ]        |
| 2006 | Premios Luces de El Comercio                | Mejor magazine familiar | Ganador     | [ 12 ]        |
| 2007 | Premios Luces de El Comercio                | Mejor magacín femenino  | Ganador     | [ 13 ] [ 14 ] |
| 2008 | Premios Luces de El Comercio                | Mejor magacín femenino  | Ganador     | [ 15 ]        |